# Kałowice
Kałowice – wieś w Polsce położona w województwie dolnośląskim, w powiecie trzebnickim, w gminie Zawonia.
W latach 1975–1998 miejscowość administracyjnie należała do województwa wrocławskiego.

## Nazwa
W księdze łacińskiej Liber fundationis episcopatus Vratislaviensis (pol. Księga uposażeń biskupstwa wrocławskiego) spisanej za czasów biskupa Henryka z Wierzbna w latach 1295–1305 miejscowość wymieniona jest w formie Kalowicz.
W czerwcu 2025 r. ze względu na negatywne skojarzenia, prowadzone były dyskusje nad zmianą nazwy między radą gminy a mieszkańcami wsi. Jako alternatywną nazwę wybrano Przylesie. 6 czerwca odbyło się głosowanie, w którym większość wybrała by pozostawić nazwę.